# Alain Darbel
Alain Darbel (1er août 1932 à Argenteuil - 21 août 1975 à Chamonix) est un sociologue français et un ancien administrateur de l'Insee. Il s’est intéressé principalement à la sociologie de l’administration. Son nom reste associé à celui de Pierre Bourdieu, avec qui il a publié une étude sur l’art et la fonction des musées, intitulée L'Amour de l'art. Alain Darbel, en sa qualité de statisticien, fut en particulier chargé de la construction du plan de sondage et de l'élaboration du modèle mathématique qui sous-tend cet ouvrage.

## Un parcours entre sociologie et statistiques

### La période algérienne
À sa sortie de l'école d'application de l'Insee et après avoir effectué son service militaire en Algérie, il est nommé à la Statistique de l'Algérie. Il y rencontre Pierre Bourdieu qui rédige des articles pour la revue du service d'information des armées et réunit des matériaux statistiques pour son ouvrage La sociologie de l'Algérie. Malgré la guerre, la Statistique d'Algérie s'est lancée, dans le contexte du plan Constantine, dans une vaste série d'enquêtes statistiques. L'un de ses volets — l'Enquête emploi et statistique — sera publiée en 1963 sous le titre Travail et travailleurs en Algérie. Darbel fait partie avec Claude Seibel des concepteurs de cette enquête. Pour surmonter les difficultés liées à l'utilisation des outils d'enquête et des catégories importées de la métropole, ils travaillent avec Pierre Bourdieu à la mise en place d'un nouveau protocole d'enquête associant statistiques et investigation sociologique et ethnologique (entretiens semi-directifs).
Alain Darbel sera aussi chargé des apports statistiques de l'enquête réalisée par Abdelmalek Sayad et Pierre Bourdieu à propos des « centres de regroupement » qui deviendra Le déracinement (Minuit).

### Le retour à Paris
Alain Darbel revient à Paris en 1962. Il obtient la possibilité de travailler à mi-temps au Centre de sociologie européenne. En juin 1965, il participe à l'organisation d'un colloque du cercle de Noroît d'Arras. Il s'agit d'un débat entre sociologues, économistes et statisticiens principalement issus des rangs de l'Insee sur les transformations de la société française d'après guerre. L'ouvrage Le partage des bénéfices en reprend les conclusions.
De 1969 à 1972, il occupe le poste de chef du département méthodes et sondages dans le service des études statistiques de l'Éducation nationale. La problématique ne lui est pas inconnue puisqu'il avait déjà participé à la constitution du plan de sondage à la base des Héritiers de Passeron et Bourdieu. Il tente de mettre en place de nouveaux indicateurs qui pourraient rendre compte des différences de trajectoires scolaires selon l'origine sociale des élèves. Une telle démarche implique une remise en cause profonde des objectifs et des méthodes qui caractérisent traditionnellement les services administratifs centraux, plus attachés à une appréhension quantitative des phénomènes qu'à une évaluation qualitative (il introduit ainsi de nouvelles variables qui permettent de mieux saisir l'environnement des élèves).
Il revient de l'Éducation Nationale vers l'Insee en 1972. Il participe à l'instauration au sein de cette institution de comptes économiques par fonction (santé, éducation, recherche, logement…) au cours des années 1970 et 1980 et au lancement de Données sociales en 1973 dont il devient le rédacteur en chef. Il disparaît prématurément en 1975.

## Publications
- avec Pierre Bourdieu (et collaboration de Dominique Schnapper), L'Amour de l'art. Les musées européens  et leur public, Paris, Éditions de Minuit, « Le Sens commun », 1966 ; 2e édition revue et augmentée, 1969 et 1992.
- avec Jean-Pierre Gautray, Edmond Chambaz et Pierre Léger, Reproduction humaine. Aspects actuels de biologie clinique, Paris, Masson et Cie, 1968.
- avec Dominique Schnapper, Les agents du système administratif. Morphologie de la haute administration française, Paris - La Haye, Mouton, 1969 ; rééd. 1972.

### Source
- Claude Seibel, « Les liens entre Pierre Bourdieu et les statisticiens à partir de son expérience algérienne », in Jacques Bouveresse et Daniel Roche (dir.), La Liberté de la connaissance, Odile Jacob, 2004.